# Тайна, известная всем
«Тайна, известная всем» — советская музыкальная комедия, поставленная на киностудии имени А. Довженко Николаем Засеевым-Руденко в 1981 году по заказу Гостелерадио СССР.

## Сюжет
Трое ребят-пионеров, отдыхавших в лагере «Лучистый» на Черноморском побережье, получили задание организовать спортивный праздник. Увидев поблизости отдыхавших на озере актёров, они отправились уговаривать их принять участие в погоне за хрустальным шариком. В результате актёры преобразились в «пиратов».

## В ролях
- Юра Проходо — Юра, пионер
- Юля Животворова — Юля, пионер
- Серёжа Алексеев — Серёжа, пионер
- Юрий Николаев — Юрий Николаевич, волшебник
- Николай Гринько — старший пират Толстяк
- Надежда Румянцева — капитанша пиратов Саламандра
- Зиновий Высоковский — пират Мечтатель
- Валерий Носик — пират Шустрый
- Юрий Саранцев — помощник Капитанши

## Съёмочная группа
- Автор сценария: Тамара Антонова
- Режиссёр-постановщик: Николай Засеев-Руденко (в титрах Николай Засеев)
- Оператор-постановщик: Вадим Верещак
- Художник-постановщик: Виктор Мигулько
- Композитор: Владимир Быстряков
- Текст песен: Александр Вратарёв, Андрей Дмитрук, Игорь Афанасьев, Вадим Левин, Борис Морозов, А. Райчук
- Режиссёр: В. Хацкевич
- Операторы: А. Рязанцев, А. Москаленко
- Эстрадно-симфонический оркестр Украинского телевидения и радио, дирижёр — Владимир Богуслав
- Вокально-инструментальный ансамбль «Крок», художественный руководитель — Владимир Ходзицкий
- Директор картины: Роберт Раинчковский

## Факты
- В фильме звучат песни разных авторов на музыку Владимира Быстрякова. Именно в этой картине впервые прозвучала ставшая шлягером «Куда уехал цирк?»
- Съёмки проходили в одесском пионерском лагере «Молодая гвардия»[1]